# Alte Sauerbrücke
Die Alte Sauerbrücke zwischen Echternach und Echternacherbrück galt bis ins 19. Jahrhundert als römisches Bauwerk.

## Geschichte
Vermutlich wurde tatsächlich bereits in frührömischer Zeit eine Straßenbrücke über die Sauer angelegt; bewiesen ist dies allerdings nicht. Im 16. und 17. Jahrhundert wurden an den Pfeilern der wohl später neu errichteten, 1748 und 1909 sanierten Sauerbrücke verschiedene Überreste römischer Grabdenkmäler entdeckt. Eine Darstellung der Brücke aus dem 17. Jahrhundert zeigt, dass einmal sechs Bogenfelder bestanden haben müssen, von denen allerdings zur Zeit der Abbildung das zweite beschädigt und das fünfte eingestürzt war. Das sechste war wohl damals durch eine Zugbrücke mit dem linken Flussufer verbunden. Ein Stich aus dem Jahr 1867 zeigt die Brücke noch mit sechs Bögen. Im Zuge des Baus der Prinz-Heinrich-Bahn wurde Anfang der 1870er Jahre der letzte Bogen auf der Echternacher Seite zugeschüttet.
Diese Brücke wurde am 12. September 1944 von der deutschen Wehrmacht gesprengt. Am 11. Februar überquerten die ersten amerikanischen Soldaten die Sauer bei Echternach auf einer schwimmenden Behelfsbrücke. Nach dem Ende des Krieges wurde stromaufwärts eine Notbrücke errichtet und 1950 durch einen Neubau der Sauerbrücke ersetzt. Die Straßenbrücke von 1950 hat einen Mittelbogen mit einer Spannweite von 28,10 Metern, damit im Fall eines Hochwassers ein besserer Ablauf gewährleistet ist.
Auf der Brücke befindet sich das Standbild des Abtes Johannes Bertels (1544–1607), des Verfassers der ersten Geschichte Luxemburgs, mit einem geöffneten Buch in den Händen.
Die Brücke ist vierbogig im Schildhaupt des Wappens von Echternacherbrück in stilisierter Form dargestellt.

Darstellung im Wappen von Echternacherbrück
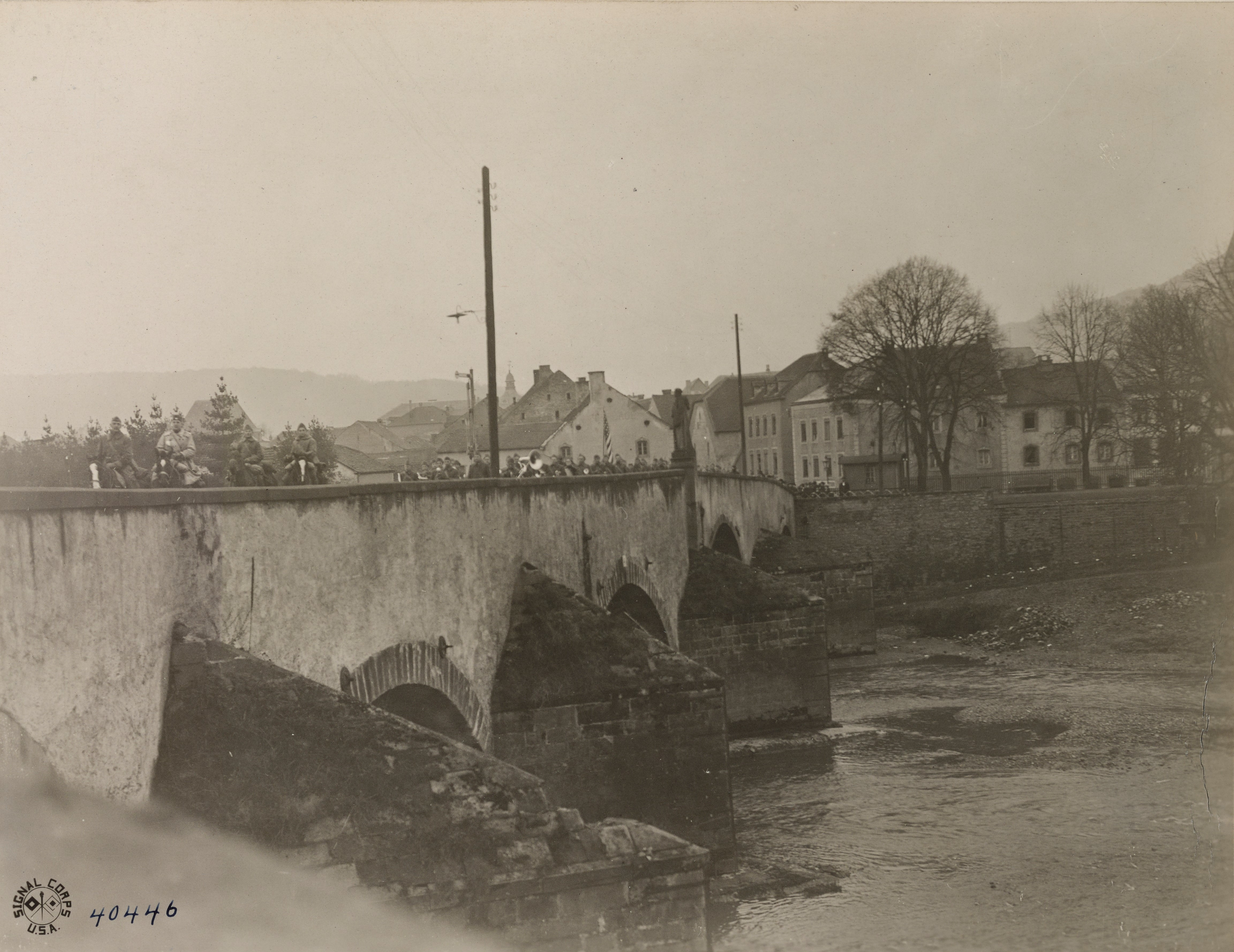
Soldaten der US 125th Infantry am 1. Dezember 1918 beim Überqueren der Brücke.